# Aachi & Ssipak
Aachi & Ssipak (아치와 씨팍) és una una pel·lícula d’acció d’animació per adults de ciència-ficció de Corea del Sud del 2006 dirigida per Jo Beom-jin i com actors de veu Ryoo Seung-bum, Im Chang-jung i Hyun Young.

## Argument
En algun lloc del futur, la humanitat ha esgotat totes les fonts d'energia i combustible, però d'alguna manera ha dissenyat una manera d'utilitzar els excrements humans com a combustible. La gent va començar a construir la nova ciutat fent nova energia amb els seus excrements. Poc després, els dirigents de la ciutat van anunciar dues lleis per generar i controlar la nova energia; inclosa la instal·lació de xips d'identificació a l'anus de cada ciutadà per controlar el nivell de defecació; proporcionant una barra sucosa addictiva als ciutadans a canvi. Ben aviat, les quantitats de defecació s'han disparat i la ciutat s'omple d'addictes, a causa de les fortes qualitats addictives de la barra. Un comerç il·legal de barres sucoses es fa freqüent i els seus efectes secundaris han creat mutants estúpids de la mida d'una pinta. Més tard, els mutants van organitzar una colla, saquejant barres sucoses, que més tard es coneixien com la Colla de Bolquers.
La secció 4 viatja de tornada a la ciutat (plena de barres sucoses), amb agents de policia a les seves motocicletes per protegir-se fins que la Colla de Bolquers les segresta i mata a tothom, tenen èxit però fracassen quan Geko arriba a matar, un cop desapareguts, Aachi i Ssipak tornen a la ciutat. L'Aachi i l'Ssipak són uns pinxos de carrer que lluiten per sobreviure intercanviant barres al mercat negre. A través d'una cadena d'esdeveniments que involucren el seu conegut director porno Jimmy the Freak, coneixen una estrella porno anomenada Beautiful, que té un anell rosa al cul que fa que la seva defecació sigui recompensada amb quantitats excepcionals de barres sucoses. Per aquesta raó, Beautiful també és buscada pels violents mutants blaus coneguts com la Colla de Bolquers (dirigida pel Rei Bolquer), la policia (sobretot l'oficial de policia cyborg Geko) i altres.

## Repartiment
- Ryoo Seung-bum com a Aachi, un dels principals protagonistes, un pinxo que lluita per sobreviure intercanviant barres sucoses. A la versió anglesa, té la veu d’Ed Skudder.
- Im Chang-jung com a Ssipak, un dels principals protagonistes, un pinxo que lluita per sobreviure intercanviant barres sucoses i s'enamora de Beautiful. A la versió anglesa, té la veu de Zack Keller.
- Hyun Young com a Beautiful, una de les protagonistes principals, una aspirant a actriu que és buscada per la banda de bolquers i la policia després que Jimmy li posi un altre xip al cul, i pugui treure milers de barres sucoses.
- Shin Hae-chul com a Rei Bolquer, el principal antagonista, rei mutat i líder del clan il·legal, Banda del Bolquers
- Yang Jeong Hwa com a Banda dels Bolquers, pinxos i sequaços mutats de Rei Bolquer
- Seo Hye-jeong com Jimmy the Freak, un director porno que crea pel·lícules il·legals, amic d'Aachi i Ssipak
- Oh In-yong com a Gangster, el cap d'una colla fins que perd totes les barres sucoses i es trenca una cama, es venja
- Lee Gyu-hwa com a The Deputy, un oficial de policia especial i cyborg que pot matar la Colla de Bolquers
- Lee Gyu-hyeong

## Producció
La història original es va proposar l'any 1998. Per provar diferents tècniques cinematogràfiques, es van fer demos amb animació flash abans d'intentar una versió cinematogràfica. L'any 2001, les versions d'animació flash de la pel·lícula amb quatre episodis es van presentar a l'11è Festival Internacional de Cinema Fantàstic de Yubari. Els sis episodis es van estrenar en un teatre en línia anomenat cine4m amb Aachi interpretat per Ryoo Seung-bum i Ssipak interpretat per Im Won-hee. El clip va atreure tres milions de hits, i la pel·lícula estava programada originalment per a l'estrena a finals de 2002. Més tard, Ryoo Seung-bum va revelar que era difícil donar veu a la pel·lícula. There were also news reports that a game would be developed by teaming up with game company ziointeractive, expecting the film will be released in May 2005. També hi va haver notícies que es desenvoluparia un joc en col·laboració amb l'empresa de jocs Ziointeractive, esperant que la pel·lícula s'estreni al maig de 2005. Es van gastar 3.500 milions de wons per produir la pel·lícula.
Després que les pel·lícules animades My Beautiful Girl, Mari i Wonderful Days fracasssin malgrat les grans expectatives, la pel·lícula de Jo va tenir problemes amb els inversors i l'equip de producció va deixar de treballar en l’animació durant gairebé un any. El llargmetratge trigaria un total de vuit anys en acabar-se.

## Màrqueting
La pel·lícula es va comercialitzar amb jocs interactius i marxandatge de personatges, com ara samarretes i, en el cas de samarretes, van ser usades per celebritats com Yoon Do-hyun i Shin Dong-yup. Fins i tot es van llançar àlbums.

### Versió doblada a l'anglès
Mondo Media va contractar els creadors de Dick Figures, Ed Skudder i Zack Keller per reescriure una versió de la pel·lícula per a audiències anglòfones. Va ser llançat digitalment l'11 de febrer de 2014, i el DVD i el Blu-ray es van llançar un mes després, l'11 de març. Es van retallar quatre minuts, doblat en anglès i una banda sonora completament nova (una partitura de música de DJ-rap de Kevin Seaton de Mad Decent).

## Llançament
Aachi & Ssipak es va estrenar als cinemes de Corea del Sud el 28 de juny de 2006. Com la majoria dels seus predecessors en animació pròpia, va ser ben revisat, però va ser un fracàs de taquilla, amb un total de vendes d'entrades de 107.154. La pel·lícula va ser convidada a la 36è Festival Internacional de Cinema de Rotterdam de 2007. Al XL Festival Internacional de Cinema Fantàstic de Catalunya va guanyar el Premi Gertie al millor llargmetratge d'animació.
El novembre de 2020, la pel·lícula es va tornar a estrenar als cinemes de la torre mundial del cinema de Seül Lotte, juntament amb Nancy Lang.